# Бріжит Макрон
Бріжит Марі-Клод Макрон (фр. Brigitte Marie-Claude Macron), до шлюбу Троньо (фр. Trogneux), у першому шлюбі Озьєр (фр. Auzière; нар. 13 квітня 1953, Ам'єн, Франція) — перша леді Франції з 15 травня 2017 року (у шлюбі з президентом Франції Емманюелем Макроном). У минулому викладачка латини та французької мови у середній школі.

## Життєпис
Народилася в Ам'єні, Франція. Її батьки Сімона (до шлюбу Пуйоль; 1910—1998) та Жан Троньо (1909—1994). Наймолодша з шести дітей.
22 червня 1974 року одружилася з банкіром Андре-Луї Озьєром. У шлюбі народила трьох дітей, у тому числі доньку Лоранс.
Викладала латинську та французьку мови в La Providence, єзуїтській середній школі Ам'єна.
Має семеро онуків.

## Перша леді Франції
Вперше зустрілася з Емманюелем Макроном у школі La Providence, де викладала. Він відвідував її уроки літератури й театральний клас, котрим опікувалась Озьєр. Стосунки не були типовими через різницю у віці 24 роки і 8 місяців; Макрон описував їхню любов як «кохання часто таємне, часто приховане, незрозуміле для багатьох до того, як відкрило себе».
2006 року розлучилася з Озьєром. 2007 року взяла шлюб з Емманюелем Макроном.
Бріжит Макрон відігравала активну роль у виборчій кампанії Емманюеля Макрона; за словами головного консультанта, «її присутність дуже важлива для нього». За чутками, була «однією з небагатьох, кому він довіряє». Макрон заявив: «Якщо я виграю вибори президента, моя дружина відіграватиме для мене ту саму роль, що й завжди, це не буде приховуватися», вона матиме офіційну посаду в уряді, проте не отримуватиме заробітної плати.
15 травня 2017 року Бріжит Макрон стала першою леді Франції. Вперше як дружина чинного політика вона публічно з'явилася 2 червня 2015 року, взявши участь в офіційній вечері з королем Іспанії Філіпом і його дружиною Летицією.
Президент Макрон робив заяву про необхідність надання офіційного статусу першій леді Франції з наділенням її відповідними функціями у системі президентської влади, але у серпні 2017 року онлайн-петиція такого кроку зібрала 200 тис. підписів.
21 серпня 2017 на сайті Еммануеля Макрона опублікували «хартію прозорості» офіційного статусу дружини глави держави: Бріжит Макрон отримала неоплачувану представницьку посаду.

## Нагороди

### Іноземні нагороди
- : Дамський Великий хрест Ордена Даннеброга (28 серпня 2018).[10]
- : Великий хрест Ордена за заслуги Італійської Республіки (1 липня 2021).[11]
- : Кавалер Ордена Кот-д'Івуару (21 грудня 2019 року)[12]
- : Член Великого хреста Ордена Полярної зірки (30 січня 2024)[13]

## Скандали
21 грудня 2021 року Бріжит Макрон подала до суду через фейки у ЗМІ про те, що вона нібито народилася хлопчиком і є трансгендерною жінкою.